# Giuseppe Chiaretti
Giuseppe Chiaretti (Leonessa, 19 aprile 1933 – Perugia, 2 dicembre 2021) è stato un arcivescovo cattolico italiano.

## Biografia
Giuseppe Chiaretti è nato a Leonessa il 19 aprile 1933; a undici anni, il 7 aprile del 1944 ha assistito all'uccisione di don Concezio Chiaretti durante la strage di Leonessa e ciò segnerà la sua vita sacerdotale. È inoltre nipote della vittima civile dell'attentato di via Rasella Antonio Chiaretti.
L'8 dicembre 1955 è ordinato presbitero, a Leonessa, dall'arcivescovo Raffaele Mario Radossi.
Sacerdote di vasta cultura, è studioso di san Giuseppe da Leonessa e abile oratore.

### Ministero episcopale
Il 7 aprile 1983 è eletto vescovo delle diocesi unite aeque principaliter di Montalto e Ripatransone-San Benedetto del Tronto e abate dell'abbazia di Santa Maria in Montesanto. Al momento della sua nomina, la diocesi di Ripatransone assume il nome di Ripatransone-San Benedetto del Tronto grazie all'interessamento del predecessore Vincenzo Radicioni. La consacrazione episcopale avviene a Spoleto il 15 maggio 1983 ad opera del cardinale Sebastiano Baggio.
È dunque durante l'episcopato di monsignor Chiaretti che le due sedi vengono riunite definitivamente, il 30 settembre 1986, nell'attuale diocesi di San Benedetto del Tronto-Ripatransone-Montalto.
Il 9 dicembre 1995 è nominato arcivescovo metropolita di Perugia-Città della Pieve, sede di cui prende possesso il 28 gennaio 1996 succedendo a monsignor Ennio Antonelli.
Nel 2003 l'arcivescovo si è schierato decisamente contro il registro delle unioni civili istituito dal comune di Perugia. Alterni sono stati i rapporti con le istituzioni regionali umbre. Nel 2005 Chiaretti si reca in visita al Consiglio, mentre, solo un anno dopo, desta sorpresa una sua definizione di «regime» sessantennale rivolta all'amministrazione di sinistra. Un episodio sui generis ha contrapposto l'arcivescovo alla Lega Calcio per la decisione di far giocare la partita Perugia-Inter il giorno di Pasqua (11 aprile 2004).
Nel 2006 ha aperto il processo di beatificazione del dottor Vittorio Trancanelli.
È stato vicepresidente della CEI per l'Italia centrale e presidente della Conferenza episcopale umbra. Inoltre è stato membro del Pontificio consiglio per la promozione dell'unità dei cristiani.
Il 16 luglio 2009 papa Benedetto XVI accoglie la sua rinuncia, presentata per raggiunti limiti d'età; gli succede Gualtiero Bassetti, fino ad allora vescovo di Arezzo-Cortona-Sansepolcro. Egli rimane amministratore apostolico dell'arcidiocesi fino all'ingresso del successore, avvenuto il 4 ottobre seguente.
È morto a Perugia il 2 dicembre 2021 all'età di 88 anni. In seguito ai funerali celebrati due giorni dopo dal cardinale Gualtiero Bassetti nella cattedrale di San Lorenzo, è stato sepolto nella cattedrale di Santa Maria della Marina di San Benedetto del Tronto dopo un rito celebrato dal vescovo Carlo Bresciani.

## Genealogia episcopale e successione apostolica
La genealogia episcopale è:
- Cardinale Scipione Rebiba
- Cardinale Giulio Antonio Santori
- Cardinale Girolamo Bernerio, O.P.
- Arcivescovo Galeazzo Sanvitale
- Cardinale Ludovico Ludovisi
- Cardinale Luigi Caetani
- Cardinale Ulderico Carpegna
- Cardinale Paluzzo Paluzzi Altieri degli Albertoni
- Papa Benedetto XIII
- Papa Benedetto XIV
- Cardinale Enrico Enriquez
- Arcivescovo Manuel Quintano Bonifaz
- Cardinale Buenaventura Córdoba Espinosa de la Cerda
- Cardinale Giuseppe Maria Doria Pamphilj
- Papa Pio VIII
- Papa Pio IX
- Cardinale Alessandro Franchi
- Cardinale Giovanni Simeoni
- Cardinale Antonio Agliardi
- Cardinale Basilio Pompilj
- Cardinale Adeodato Piazza, O.C.D.
- Cardinale Sebastiano Baggio
- Arcivescovo Giuseppe Chiaretti

La successione apostolica è:
- Vescovo Mario Ceccobelli (2005)
- Vescovo Gualtiero Sigismondi (2008)

## Opere
- Archivio Leonessano. Documenti riguardanti la vita e il culto di san Giuseppe da Leonessa, Istituto Storico Cappuccino, Roma 1965, pp. XIII - 620
- Appunti di storia leonessana, Comune di Leonessa, 1967
- La cultura archeologico-numismatica in Umbria nel secolo XVII attraverso l'opera di Durante Dorio, Perugia 1969
- Mauro Nardi. Missionario-glottologo-storico. 1883-1946, Edizioni Leonessa e il suo Santo, Leonessa [dopo 1969]
- Un Monte di Pietà a Leonessa anteriore al 1446?, in Picenum Seraphicum, 9 (1972), pp. 297–314
- Guida di Leonessa, Ente provinciale per il turismo, Rieti 1973?
- Gonessa-Leonessa: VII Centenario 1278-1978, Stab. Tip. Editoriale A. Millefiorini, Norcia 1978
- Vita comunitaria del clero a Spoleto e la canonica di S. Gregorio Spoleto, Ente Rocca, Spoleto 1979
- Accademie, scuola ed attività divulgativa, Edizioni dell'Accademia Spoletina, Spoleto 1979
- Profilo cronistorico di san Giuseppe da Leonessa, in Leonessa e il suo santo, 18/2 (1981), pp. 1–42
- Il movimento cattolico a San Benedetto del Tronto, Ripatransone e Montalto Marche tra Ottocento e Novecento. Appunti per una ricerca, Il segno, Negrar 1988
- Camminando con il mio popolo. Scritti e omelie del vescovo Giuseppe Chiaretti per un itinerario pastorale nella diocesi di S. Benedetto-Ripatransone-Montalto, a cura di Vincenzo Catani, Il segno, Negrar 1990
- Culto eucaristico e congressi eucaristici nella Diocesi di S. Benedetto - Ripatransone - Montalto, S. Benedetto del Tronto 1990 (con G. Crocetti)
- Le origini dell'Azione cattolica in Diocesi e il Circolo "Pier Giorgio Frassati", S. Benedetto del Tronto 1990 (con P. Pompei)
- Dipinto absidale di Ugolino da Belluno nella cattedrale di San Benedetto del Tronto e le altre chiese della città, San Benedetto del Tronto 1994 (con V. Catani)
- Riconciliazione dono di Dio e sorgente di vita nuova. Assemblea ecumenica europea di Graz, EDB, Bologna 1996 (a cura di)
- Ecumenismo e dialogo interreligioso. Esortazione pastorale ai catechisti della diocesi e agli insegnanti di religione cattolica, EDB, Bologna 1996
- C'è bisogno di preti! Esortazione pastorale di S. E. mons. Giuseppe Chiaretti ai presbiteri... dell'archidiocesi di Perugia-Città della Pieve, La Voce, Perugia 1996
- Evangelizzazione, ecumenismo, dialogo interreligioso. Relazione tenuta al convegno di studio su Le confessioni cristiane di fronte alla sfida del dialogo interreligioso, promosso dall'Istituto teologico di Assisi (ITA) nel decennale della Giornata mondiale di preghiera per la pace del 27 ottobre 1986. Assisi, Sacro Convento, Salone Papale, 18-19 ottobre 1996, S.l. : s.n., 1996
- Leggere insieme la Bibbia. Lettera dell'arcivescovo mons. Giuseppe Chiaretti alle famiglie della diocesi di Perugia-Città della Pieve, Perugia 1997
- Giubileo tempo di grazia, La Voce, Perugia 1997 (con altri)
- Segnati con la croce di Cristo per la missione. Riflessione pastorale sulla identità della confermazione ad uso di parroci e catechisti, Perugia 1998
- La chiesa locale diventi eucaristia. Lettera alla comunità diocesana dopo il Convegno pastorale e in preparazione al IV Congresso eucaristico diocesano, Perugia 1998
- Verso una nuova primavera di vita cristiana. Lettera pastorale alla Chiesa che è in Perugia-Città della Pieve sul Grande Giubileo a duemila anni dalla nascita di Gesù, Perugia 1999
- Una santa a Perugia. Leonie Francesca di Sales Aviat, fondatrice della Congregazione delle Suore Oblate di san Francesco di Sales, 20..? (introduzione)
- "Come uno angelo de Dio..." Una donna di pace a Perugia: Colomba da Rieti nel V centenario della morte (1501-2001). Lettera pastorale di mons. Giuseppe Chiaretti, Archidiocesi di Perugia-Città della Pieve, Perugia 2001
- Dignità e valore "profetico" della gioventù, in Di generazione in generazione. La difficile costruzione del futuro. V Forum del progetto culturale, Roma 2004, pp. 187–189
- Evangelizzazione nuova e nuovo linguaggio, in A quarant'anni dal Concilio. VI Forum del progetto culturale, Roma 2004, pp. 63–65
- La piedad popular como nueva evangelizacion en Leon XIII, [S.l. : s.n.], 2004
- Percorsi di nuova evangelizzazione. Lettere pastorali dell'Arcivescovo monsignor Giuseppe Chiaretti dall'inizio dell'episcopato perugino-pievese al termine della visita pastorale, a cura di Gualtiero Sigismondi, La voce, Perugia 2005
- Care Famiglie... Lettere alle famiglie dell'arcivescovo mons. Giuseppe Chiaretti nell'episcopato perugino - pievese, a cura dell'Ufficio diocesano di Pastorale Familiare, Perugia 2008
- Martirio sul Bosforo: dedicato alla memoria di tre recenti martiri: SS. il beato Giovanni Paolo II, ferito a morte da Alì Agcà il 13 maggio 1981, don Andrea Santoro ucciso il 5 febbraio 2006 a Trebisonda, il vescovo cappuccino mons. Luigi Padovese vicario apostolico dell'Anatolia ucciso il 3 giugno 2010 a Skenderun. Nel ricordo di san Giuseppe da Leonessa nel quarto centenario della sua morte, Perugia 2011